# Tentativa de golpe de Estado na República Democrática do Congo em 2011
A tentativa de golpe de Estado da República Democrática do Congo em 2011 foi uma tentativa de golpe de Estado contra o presidente Joseph Kabila em 27 de fevereiro de 2011.
Em 27 de fevereiro de 2011, dois grupos de cerca de cem pessoas vestidas com roupas civis atacaram a residência presidencial em Gombe. O presidente da República Democrática do Congo não estava presente na residência durante o ocorrido.
Seis pessoas morreram depois de serem detidas por soldados em um bloqueio de estradas perto do Palácio Presidencial de Kinshasa.  Relatórios de notícias subsequentes indicaram que 19 pessoas morreram, consistindo em onze atacantes e oito membros das forças de segurança. 